# Pjotr Dmitrijewitsch Gruschin
Pjotr Dmitrijewitsch Gruschin (russisch Пётр Дмитриевич Грушин, * 2. Januarjul. / 15. Januar 1906greg. in Wolsk; † 29. November 1993 in Moskau) war ein sowjetischer und russischer Wissenschaftler, Flugzeug- und Raketenkonstrukteur. Er war Mitglied der Akademie der Wissenschaften der UdSSR (1966) und des Zentralkomitees der KPdSU (1966–1986). Zweimal war er Held der sozialistischen Arbeit, Preisträger des Leninpreises und des Staatspreises der UdSSR.

## Leben
Pjotr Gruschin wurde 1906 am Rande der Stadt Wolsk im Gouvernement Saratow als eines von sieben Kindern eines Tischlers geboren. Er besuchte zunächst die Konfessionsschule, danach die städtische Schule. Im Jahr 1928 wurde er nach Leningrad an die Schiffbaufakultät des Polytechnischen Instituts, einer Abteilung zur Ausbildung von Wasserflugzeug-Spezialisten, geschickt. 1930 wurde die Wasserflugzeugabteilung dem Moskauer Staatlichen Luftfahrtinstitut (MAI) angegliedert. Er schloss sein Studium im Mai 1932 mit dem Diplom eines Maschinenbauingenieurs im Flugzeugbau ab. Während des Zweiten Weltkrieges arbeitete er mit Semjon Lawotschkin im OKB-21 (Experimental-Konstruktionsbüro) in Gorki, wo er erheblichen Anteil an der Entwicklung der Jagdflugzeuge La-5 und La-7 nahm, und danach im Ministerium für Luftfahrtindustrie sowie im Sonderkomitee für Raketentechnik. Im Herbst 1948 wurde er Dekan des MAI und Prorektor für wissenschaftliche Arbeit.
Im Juni 1951 wurde er erneut zum ersten Stellvertreter von Lawotschkin am OKB-301 ernannt, um die W-300-Rakete des Flugabwehrsystems S-25 Berkut zu vervollständigen und zu testen. Am 20. November 1953 wurde durch den Ministerrat der UdSSR im Moskauer Vorort Chimki das OKB-2 gegründet, um neue Modelle von Boden-Luft-Raketen zu bauen. Pjotr Gruschin wurde Chefkonstrukteur des OKB. Zum OKB gehörten die Raketenexperten des KB-1 und des OKB-293. Die erste Arbeit des OKB-2 war die Rakete 1D für die S-75, wofür Pjotr Gruschin mit dem Titel „Held der sozialistischen Arbeit“ ausgezeichnet wurde und den Leninorden erhielt.
Im OKB-2 wurde außerdem die Rakete W-1000 des Systems A entwickelt – die erste ABM-Rakete in der Geschichte. Am 4. März 1961 wurde auf dem Testgelände Sary-Schagan ein Sprengkopf einer R-12 (Rakete) von einer W-1000 vernichtet. Weiter wurden von Gruschin die ABM-Raketen A-350 und 51T6, sowie die Lenkwaffen für S-125, S-200, S-300P, 2K11 Krug, 9K330 Tor und die 9K33 Osa entwickelt. Für die Rakete 5W55 des S-300P-Systems wurde Gruschin ein zweites Mal als „Held der sozialistischen Arbeit“ ausgezeichnet.
Pjotr Gruschin lebte in Chimki. Er wurde auf dem Nowodewitschi-Friedhof bestattet. Das OKB-2 wurde später in „MKB Fakel“ benannt. Am 23. Dezember 1993 wurde das MKB in „P.-D.-Gruschin-MKB“ umbenannt.